# Vieille ville de Coire

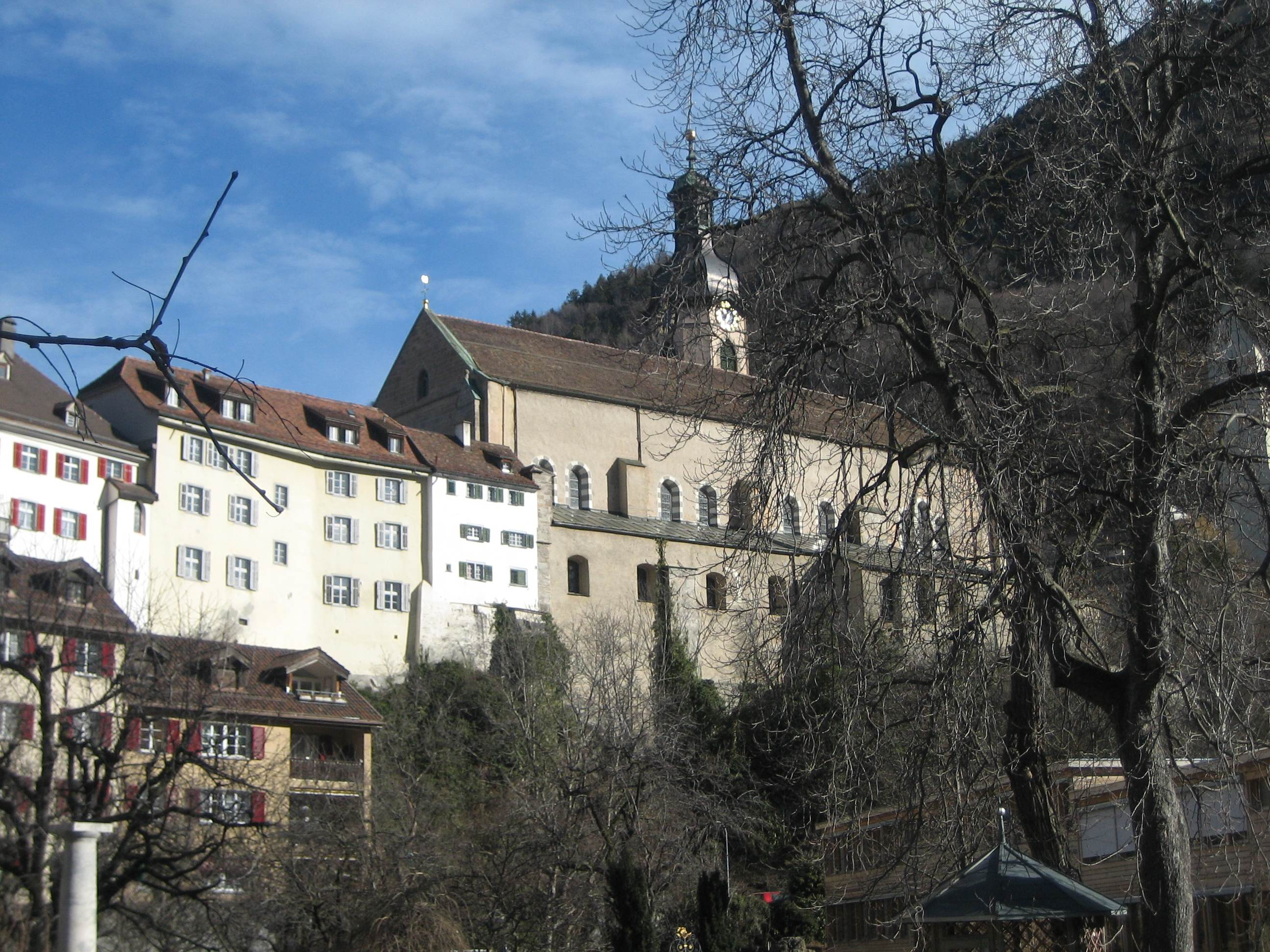
Cathédrale de Coire

La vieille ville de Coire est le centre historique de la ville grisonne de Coire, en Suisse.

## Monuments
L'ensemble de la vieille ville est reconnue comme bien culturel suisse d'importance nationale. Elle comprend en particulier la cathédrale, l'église réformée Saint-Martin et le château épiscopal, tous situés dans le quartier du Hof.

## Source
- Inventaire suisse des biens culturels d'importance nationale et régionale, édition de 1995.